# Beaver Creek, Ontario
Beaver Creek är ett vattendrag i Kanada.   Det ligger i provinsen Ontario, i den sydöstra delen av landet, 300 km sydväst om huvudstaden Ottawa.
Runt Beaver Creek är det i huvudsak tätbebyggt. Runt Beaver Creek är det mycket tätbefolkat, med 1 632 invånare per kvadratkilometer.